# Giovanni Toti (Badminton)

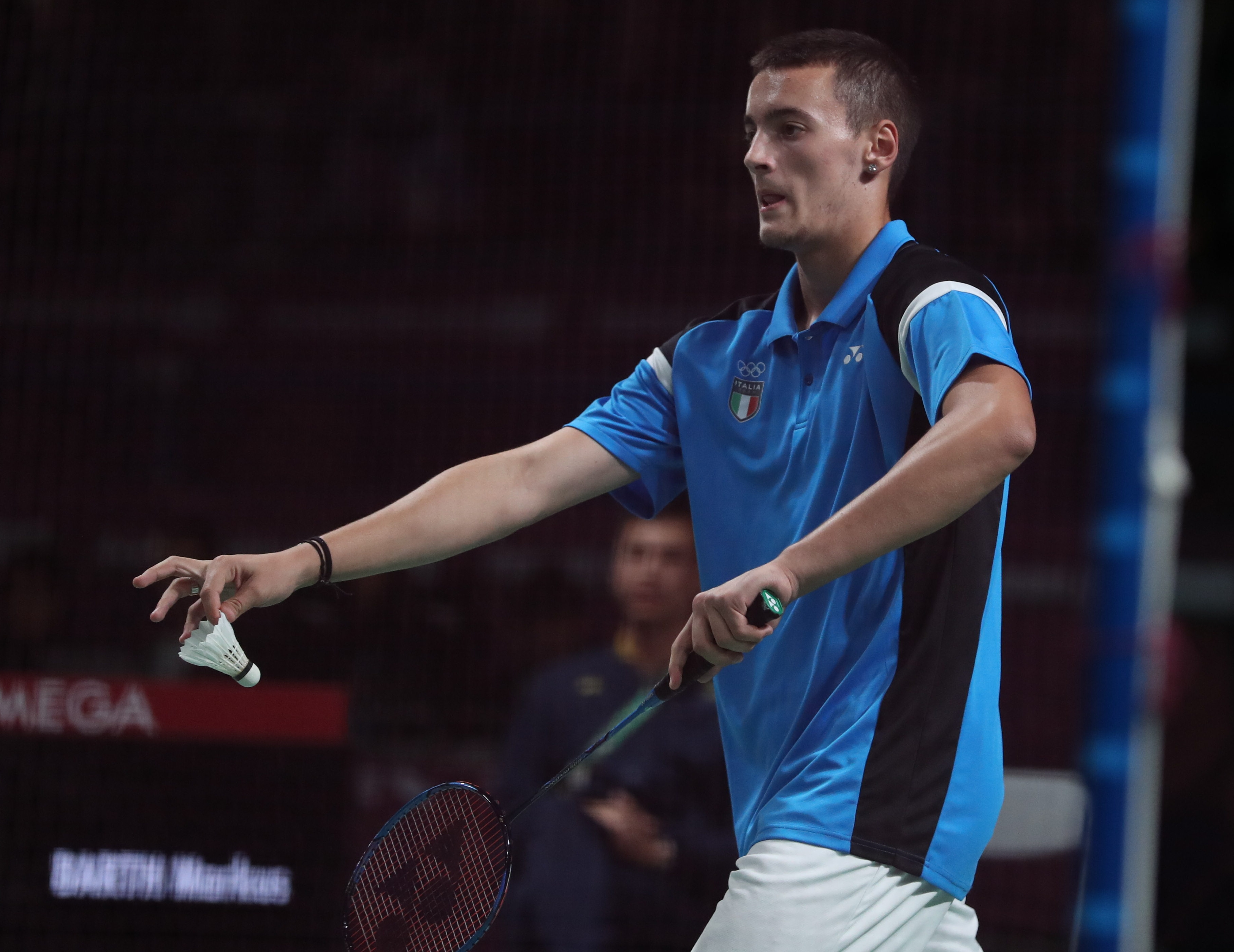
Giovanni Toti, 2018

Giovanni Toti (* 28. Dezember 2000 in Chiari) ist ein italienischer Badmintonspieler.

## Karriere
Giovanni Toti wurde 2021 italienischer Meister. 2018 siegte er bei den Argentina International. Erfolgreich war er ebenfalls bei den Guatemala International und den Venezuela International. 2024 qualifizierte er sich für die Olympischen Sommerspiele in Paris.

## Sportliche Erfolge
| Saison | Veranstaltung                      | Disziplin | Platz | Name                             |
| ------ | ---------------------------------- | --------- | ----- | -------------------------------- |
| 2014   | Italian Junior Nationals U15 2014  | MD        | 1     | Simon Koellemann / Giovanni Toti |
| 2015   | Italian Junior Nationals U15 2015  | MD        | 1     | Simon Koellemann / Giovanni Toti |
| 2015   | Italian Junior Nationals U15 2015  | MS        | 1     | Giovanni Toti                    |
| 2016   | Croatian Junior International 2016 | MD        | 2     | Fabio Caponio / Giovanni Toti    |
| 2017   | Mauritius International 2017       | MD        | 1     | Fabio Caponio / Giovanni Toti    |
| 2017   | Italian Junior Nationals U17 2017  | MD        | 1     | Simon Koellemann / Giovanni Toti |
| 2017   | Italian Junior Nationals U17 2017  | MS        | 1     | Giovanni Toti                    |
| 2017   | Carebaco Junior International 2017 | MS        | 1     | Giovanni Toti                    |
| 2017   | Italian Junior International 2017  | MD        | 2     | Fabio Caponio / Giovanni Toti    |
| 2018   | Cyprus Junior International 2018   | MD        | 3     | Enrico Baroni / Giovanni Toti    |
| 2018   | Israel Junior International 2018   | MD        | 3     | Enrico Baroni / Giovanni Toti    |
| 2018   | Israel Junior International 2018   | MS        | 2     | Giovanni Toti                    |
| 2018   | Argentina International 2018       | MD        | 1     | Enrico Baroni / Giovanni Toti    |
| 2022   | Mediterranean Games 2022           | MD        | 3     | Fabio Caponio / Giovanni Toti    |
| 2022   | Réunion Open 2022                  | MS        | 3     | Giovanni Toti                    |